# قبطرقلوی سفلی
قبطرقلوی سفلی یا قیدرقلو، روستایی در دهستان زرقان بخش مرکزی شهرستان زرقان در استان فارس ایران است.

## جمعیت
بر پایه سرشماری عمومی نفوس و مسکن در سال ۱۳۹۵، جمعیت این روستا برابر با ۲۰ نفر (۶ خانوار) بوده است.